# Hans-Günther Sohl

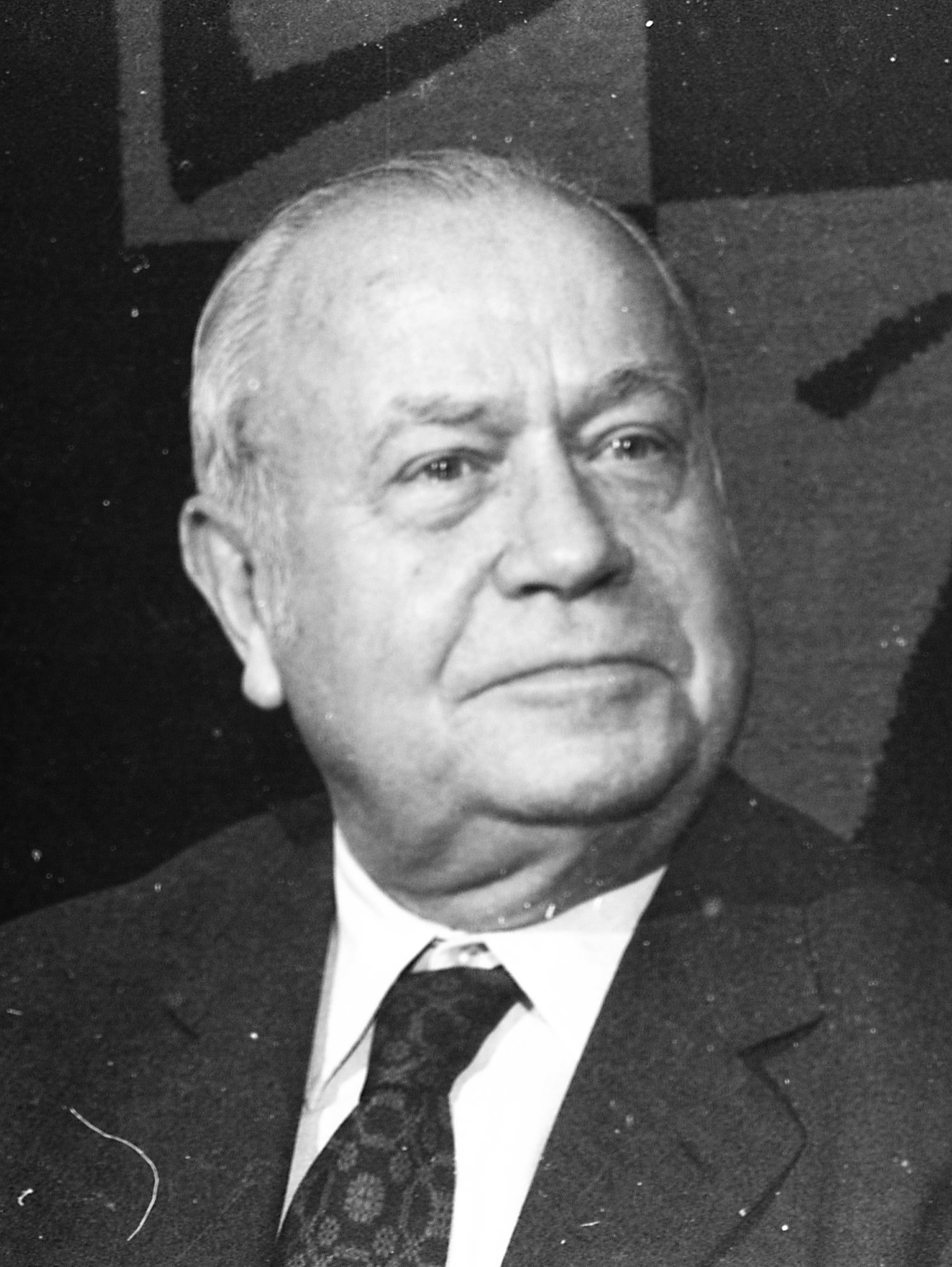
Hans-Günther Sohl in Israel, 1977

Hans-Günther Sohl (* 2. Mai 1906 in Danzig; † 13. November 1989 in Düsseldorf) war ein deutscher Industriemanager. Als Wehrwirtschaftsführer und Vorstandsmitglied der Vereinigten Stahlwerke war er in den Einsatz von Zwangsarbeitern des NS-Regimes verstrickt. Als Vorstandsvorsitzender des Nachfolgekonzerns Thyssen AG von 1953 bis 1973 machte er das Unternehmen zum größten Stahlkonzern Europas. 1972 bis 1976 war er Präsident des Bundesverband der Deutschen Industrie.

## Leben

### Jugend und Familie
Der Sohn des Juristen und Ministerialbeamten Georg Sohl († 1937) hatte zwei Brüder (Erich und Werner). 1917 zog die Familie nach Berlin, wo Hans-Günther Sohl 1924 das Abitur bestand.
Am 1. April 1924 begann er mit einer Ausbildung zum Bergassessor beim Preußischen Oberbergamt Breslau. Als Student engagierte er sich beim Akademischen Verein Schlägel und Eisen, heute Agricola Akademischer Verein. Der Verbindung als berufsspezifischem Zirkel verdankte er Unterstützung beim beruflichen Einstieg wie bei weiteren Stationen. 1932 schloss er sein Studium erfolgreich ab.
Sohl war verheiratet und hatte zwei Kinder. Er lebte in einer 1962 erbauten Villa in Düsseldorf-Hubbelrath. Carlos Dudek, bekannter Architekt entwarf die Villa Sohl und der renommierte Gartenarchitekt Roland Weber gestaltete einen eindrucksvollen 40.000 m² großen Park, der unter Denkmalschutz steht. 1971 malte Gerhard Richter Villa und Park in ÖL auf Leinwand.

### Tätigkeit in der Montanindustrie
Sohl trat 1932 seine erste Stelle als Wirtschaftsingenieur auf der Zeche Mathias Stinnes in Essen an. 1933 trat er der NSDAP bei. Im selben Jahr wechselte er zum Rohstoff-Ressort der Friedrich Krupp AG, dessen Leitung er 1935 übernahm. Ab 1. Oktober 1941 ersetzte er Hermann Wenzel als Vorstand der Vereinigten Stahlwerke. Bedingt durch den Austritt von Ernst Poensgen, wurde er im November 1943 als stellvertretender Vorstandsvorsitzender der Vereinigten Stahlwerke unter Walter Rohland berufen. Bereits 1942 wurde Sohl zum Wehrwirtschaftsführer der Reichsvereinigung Eisen ernannt.

### Entnazifizierung
Mit dem Ende des Nationalsozialismus wurde Sohl basierend auf dem Central Registry of War Crimes and Security Suspects (CROWCASS) am 1. Dezember 1945 verhaftet, zunächst in ein Zwischenlager in Iserlohn gebracht und ab 4. Dezember 1945 im Verhörzentrum Bad Nenndorf interniert. Etwa ein halbes Jahr später kam Sohl ins ehemalige Stammlager VI A, dem nun von der Britischen Rheinarmee geführten Civilian Internment Camp No. 7, bekannt als Camp Roosevelt. Letzte Station war das – vormals Stammlager VI K (326) – Internierungslager Eselheide bei Paderborn, aus dem er am 17. Mai 1947 entlassen wurde.

### Berufliche Karriere ab 1947
Zum Jahreswechsel 1947/48 erneut in den Vorstand der Vereinigten Stahlwerke geholt, war Sohl mit Siegfried Seelig und Hermann Wenzel für die Entflechtung (Firmenstruktur) und Demontage (Reparation) der Vereinigten Stahlwerke zuständig und wirkte an der Neugestaltung der deutschen Schwerindustrie mit. 1953 wurde er Vorstandsvorsitzender der Thyssen AG (eine der Nachfolgegesellschaften der Vereinigten Stahlwerke). Mit der Übernahme der Mehrheit am Rheinstahl-Konzern wurde Thyssen 1973 – kurz vor Sohls altersbedingter Ablösung durch seinen Nachfolger Dieter Spethmann – zum größten Stahlkonzern Europas und zum zweitgrößten der Welt.
Sohl war von 1956 bis 1969 Vorsitzender der Wirtschaftsvereinigung Stahl und von 1972 bis 1976 Präsident des Bundesverbandes der Deutschen Industrie (BDI).

## Ehrungen
- Großes Bundesverdienstkreuz (1956)
- Großes Bundesverdienstkreuz mit Stern (1969)
- Großes Bundesverdienstkreuz mit Stern und Schulterband (1973)[7]
- Orden des Heiligen Schatzes (1988)[8][9]
- Die Hans-Günther-Sohl-Straße in Düsseldorf-Flingern wurde 1991 zunächst zu Ehren Sohls benannt.[10] 2017 wurde sie wegen der NSDAP-Vergangenheit Sohls, seiner Rolle in der Waffenindustrie zur Nazizeit und seinem Beitrag zur Ausbeutung von Zwangsarbeitern in Luise-Rainer-Straße-Straße umbenannt[11], allerdings wurde nie hinreichend geklärt, ob es wirklich die ihm vorgeworfenen Verstrickungen gab. Laut Personenlexikon zum Dritten Reich war er bei der Reichsvereinigung Eisen zuständig für die Erzversorgung und nicht für Personalbeschaffung in Form von Zwangsarbeitern.
- Hans-Günther-Sohl-Straße in Krefeld

## Filme, Filmbeiträge
- Gerolf Karwath: Hitlers Eliten nach 1945, Teil 3: Unternehmer – Profiteure des Unrechts. Regie: Holger Hillesheim. Südwestrundfunk (SWR, 2002).